# Jakob Dieplinger
Jakob Dieplinger (* 10. August 1984) ist ein ehemaliger österreichischer American-Football-Spieler. Er stand als Wide Receiver im Team Swarco Raiders Tirol in Innsbruck.

## Erfolge
Größter sportlicher Erfolg war der zweifache Gewinn der Eurobowl mit den Swarco Raiders in den Jahren 2008 und 2009. Mit der österreichischen Nationalmannschaft gewann er 2009 den Titel bei der B-Europameisterschaft.

### Statistiken 2009
| Reception | Receiving Yards | Touchdowns |
| --------- | --------------- | ---------- |
| 38        | 499             | 4          |

| Personendaten    | Personendaten                              |
| ---------------- | ------------------------------------------ |
| NAME             | Dieplinger, Jakob                          |
| KURZBESCHREIBUNG | österreichischer American-Football-Spieler |
| GEBURTSDATUM     | 10. August 1984                            |